# Проект «Альберта»
Проект «Альберта» (англ. Project Alberta, также известный как проект «А», Project A) — подпроект Манхэттенского проекта, целью которого являлась организация доставки ядерного оружия для осуществления бомбардировок Хиросимы и Нагасаки во время Второй мировой войны.
Проект «Альберта» был начат в марте 1945 года, в его реализации были задействованы военнослужащие 51-й армии и ВМС США и гражданский персонал, в том числе один британский учёный. Задачи проекта включали разработку конструкции атомных бомб, которые можно было бы транспортировать по воздуху, изготовление и сборку таких бомб. Работы по проекту велись на базе ВВС США в Уэндовере, штат Юта, при помощи специального подразделения 216-й армии США (получившего название «Проект W-47»), с использованием модифицированного бомбардировщика B-29s (проект «Сильверплейт»). После завершения разработки ядерного оружия надлежащей конструкции персонал проекта был присоединён к 509-й смешанной авиагруппе ВВС США, базировавшейся на Тиниане, Марианские острова, где была завершена подготовка к ядерной бомбардировке.

## Предыстория
Реализация Манхэттенского проекта началась в июне 1941 года, первоначально проектные работы были ориентированы на производство делящихся материалов, но в начале 1943 года директор проекта Лесли Гровс создал Лос-Аламосскую лабораторию под руководством Роберта Оппенгеймера (также известную как «проект Y») с конкретной задачей создания атомных бомб. Наряду с Лос-Аламосской лабораторией было создано подразделение, ответственное за доставку атомных бомб к цели во главе с капитаном Уильямом Парсонсом, а также подразделение (группа Е-7), ответственное за координацию действий по разработке и доставке ядерного оружия. Группой Е-7 руководил физик Норман Рамзей, в её состав входили также Шелдон Дайк и Бернард Уолдмен.
Плутониевая бомба «Худыш», разработанная в Лос-Аламосе в 1943 году, имела 5,2 метра в длину. Бомбу такого размера могли нести на борту лишь два типа бомбардировщиков авиации антигитлеровской коалиции — британский Avro Lancaster и американский Boeing B-29 Superfortress, причём последний — только после существенной модификации. В августе 1943 года У.Парсонс провёл на полигоне ВМС США в Дальгрене, штат Вирджиния, первые испытания с макетом бомбы «Худыш» длиной 2,7 метра. Поскольку в распоряжении Парсонса не было ни B-29, ни Avro Lancaster, макет бомбы был сброшен с торпедоносца- бомбардировщика Grumman TBF Avenger. Результаты испытания оказались неутешительными — бомба при падении входила в штопор. Это продемонстрировало, что нужна длительная программа испытаний.
Последующие испытания были проведены на базе ВВС США «Мюрок» в Калифорнии в марте и июне 1944 года. Были задействованы самолёты Silverplate (модификация Boeing B-29 Superfortress) и макеты бомб «Худыш» и «Толстяк». С октября 1944 года испытания проводились на базе ВВС США в Уэндовере в штате Юта. График и содержание испытаний разрабатывала Лос-Аламосская лаборатория («проект Y»), а проведение испытаний осуществляло специальное подразделение 216-й армии ВВС США, получившее название «Проект W-47». До ноября 1944 года испытания шли наблюдением Н.Рамзея, после чего руководителем программы испытаний и непосредственным начальником У.Парсонса был назначен коммандер Фредерик Ашворт. Макеты бомб для испытаний изготавливались в специальных подразделениях 509-го соединения и 216-й армии ВВС США. Испытания продолжались до самого конца войны в августе 1945 года. Сначала в испытаниях были задействованы только специализированные подразделения, но по мере того как испытания становились более детальными и в них началось использование реальных взрывчатых веществ, в программу испытаний вовлекались все более широкие круги специалистов.

## Организация. Выбор места базирования
Руководство Манхэттенского проекта и командование ВВС США в декабре 1944 года достигли договорённости, что проект по разработке средств доставки ядерного оружия будет развёрнут на Марианских островах, и в январе 1945 года Парсонс и Ашворт провели совещание с офицерами ВВС по вопросу создания базы для развёртывания инфраструктуры проекта. В феврале 1945 года Ашворт доставил на Гуам письмо адмиралу Ч. Нимицу с информацией о Манхэттенском проекте.
Первоначально предполагалось, что 509-е соединение ВВС США будет базироваться на Гуаме, но Ашворт, осмотрев остров, убедился в плохом состоянии инфраструктуры порта и столкнулся с нехваткой строительных материалов. После этого командование ВВС США предложило Ашворту в качестве альтернативы остров Тиниан, расположенный в 200 километрах к северу от Гуама, где имелось два хороших аэродрома. Командующий гарнизоном Тиниана, бригадный генерал Фредерик Кимбл, рекомендовал Ашворту использовать базу Норт-Филд, с чем Ашворт согласился.
В марте 1945 года деятельность подразделений, занятых разработкой атомного оружия и средств его доставки была реорганизована и сведена единый проект, получивший название «Альберта». Организационная структура проекта включала группу Н.Рамзея, занимавшуюся средствами доставки (получила наименование O-2), группу О-1 коммандера Френсиса Берча (вооружение), группу X-2 Кеннета Бейнбриджа (разработка, инжиниринг и испытания), группу O-3 Роберта Броуда (разработка предохранителя) и группу O-4 Джорджа Галлоуэя (инжиниринг).
Проект «Альберта» возглавил Парсонс, его заместителем по научно-техническим вопросам стал Рамзей, а Ашворт — заместителем по военным и оперативным вопросам. Группы по сборке атомных бомб возглавляли соответственно Норрис Брэдбери (сборка «Толстяка») и Фрэнсис Берч (сборка «Малыша»). Филип Моррисон возглавлял бригаду техников, осуществлявших погрузку бомб в самолёты, Бернар Вальдман и Луис Альварес возглавляли группу воздушного наблюдения (Aerial Observation Team), а Шелдон Дайк — группу авиационной артиллерии. Учёные-физики — американец Роберт Сербер и англичанин Уильям Пенни, а также медицинский эксперт, капитан армии США Джеймс Нолан, были специальными консультантами. Все сотрудники проекта «Альберта» участвовали в нём добровольно.
Персонал проекта «Альберта» состоял из военнослужащих 51-й армии, ВМС США и гражданского персонала. Из числа армейских военнослужащих в штат проекта входили капитан Нолан, первый лейтенант Джон Хоппер и 17 наёмных работников из специального инженерного подразделения Манхэттенского проекта. ВМС США представляли Парсонс, Ашворт, лейтенант Эдвард Стивенсон, лейтенант Виктор Миллер, и восемь энсинов, остальные 17 человек были гражданскими лицами. 1-м отрядом технической службы, к которому были приписаны в административном плане сотрудники проекта «Альберта», командовал подполковник Пир де Сильва, в ведении которого также была охрана объекта и жилищное хозяйство на Тиниане.
Кроме того, на Тиниане присутствовали три старших офицера, участвовавшие в реализации Манхэттенского проекта, но формально не входившие в число участников проекта «Альберта»: контр-адмирал Уильям Пёрнелл, представитель Комитета военной связи; бригадный генерал Томас Фаррелл, заместитель Л.Гровса по операциям, и заместитель Фаррелла полковник Элмер Киркпатрик, отвечавший за развитие базы. Пёрнел, Фаррел и Парсонс получили коллективное прозвище «Объединённый комитет начальников Тиниана» (по аналогии с Объединённым комитетом начальников штабов). Они имели право принимать решения по ядерным испытаниям.

## Деятельность на Тиниане
После выбора места базирования началось строительство инфраструктуры проекта, для чего на Тиниан были направлены подразделения 6-й бригады военно-морского строительства (6th Naval Construction Brigade), а генерал Гровс отправил на остров полковника Киркпатрика лично контролировать ход строительства. Инфраструктура проекта включала четыре цеха сборки бомб стандартного типа, оснащённых кондиционерами, пять складов, магазин и административные здания. В это же время Н. Рамзей решал вопрос с транспортировкой оборудования и материалов проекта из порта Сан-Франциско. Администрация порта затребовала подробный список отправляемых грузов, но в список постоянно вносились изменения, вплоть до последней минуты, поэтому Рамзей обозначил все грузы как «монтажный комплект бомб». Начиная с мая, три комплекта для сборки бомб — «Малыша», «Толстяка» и один запасной — были отправлены на Тиниан, который получил кодовое обозначение «Destination O». Киркпатрик организовал логистику таким образом, чтобы грузы направлялись прямо на Тиниан, а не через Гуам, как обычно.
Для соблюдения графика проекта командир 509-го соединения ВВС США полковник Пол Тиббетс вывел своё подразделение из Вендоувера 25 апреля и сам последовал за ним в мае. 1-е Специальное артиллерийское подразделение (1st Ordnance Squadron) тщательно упаковало «бомбы-тыквы» и сборочный комплект «Толстяка», полученные от проекта «Кэмел», которые представляли собой наборы компонентов бомб без ядерной «начинки» и импульсных нейтронных инициаторов. Для гражданского персонала проекта была изготовлена униформа, а медицинский эксперт капитан Нолан провёл иммунизацию персонала. Была создана передовая группа проекта «Альберта», состоявшая из Шелдона Дайка (ВВС), Теодора Перлмана («Малыш»), и Виктора Миллера и Харлоу Русса («Толстяк»). Остальная часть команды по сборке «Толстяка» подготовила так называемый «Gadget», бомбу размером чуть меньше «Толстяка», использованную для ядерного испытания «Тринити». Парсонс и Уорнер решили, что боевое применение «Малыша» произойдёт независимо от результатов испытаний «Тринити».
В июне передовая группа проекта «Альберта» начала подготовку к первому испытанию ядерного оружия — «Тринити». 17 июня эта группа выехала из Лос-Аламосской лаборатории на автобусе на базу ВВС США Киртленд, штат Нью-Мексико. Затем на военно-транспортном самолёте C-54 из 320-й эскадрильи 509-го соединения ВВС США члены группы были доставлены на базу ВВС Гамильтон Филд, штат Калифорния, а оттуда 23 июня переправлены на Тиниан. Шелдон Дайк сопровождал бомбардировщики 393-й эскадрильи бомбардировщиков (подразделение 509-го соединения ВВС США) при выполнении ими бомбометания по японским аэродромам на островах Трук, Маркус, Рота и Гугуан. Остальная часть передовой группы проекта «Альберта» осуществляла сборку бомбы «Малыш». 6 июля к ним присоединилась группа Эдварда Долла, которая готовила бомбардировку «бомбами-тыквами».
После успешного проведения испытания «Тринити», которое состоялось 16 июля в Нью-Мексико, на Тиниан прибыла остальная часть участников проекта «Альберта». В полном составе команда проекта собралась на Тиниане 25 июля, за исключением сотрудников, которые занимались доставкой компонентов атомных бомб. 26 июля на крейсере «Индианаполис» прибыли капитан Нолан, майор Роберт Фурман и капитан Чарльз О’Брайен из 1-го отряда технического обслуживания, которые доставили на Тиниан компоненты бомбы «Малыш» и расщепляющиеся материалы. Джесси Купферберг и Ремер Шрайбер прибыли на самолёте C-54 с остатками компонентов «Малыша» и плутониевой «начинкой» «Толстяка».

## Завершение проекта
В рамках проекта были проведены ещё три сборки — F101, F102 и F103, но поврежденный блок F32 был неисправным, поэтому новые взрывные блоки пришлось завозить из Калифорнийского технологического института, где их изготавливали в рамках проекта «Кэмел». Также имел место дефицит некоторых компонентов, в частности детонаторов, поэтому их пришлось изготавливать непосредственно на Тиниане. 14 августа семь бомбардировщиков B-29 из 509-го соединения ВВС США вылетели для бомбардировки Японии бомбами-«тыквами». Известие о капитуляции Японии достигло Тиниана на следующий день.
После бомбардировок Хиросимы и Нагасаки Фаррел организовал комиссию по оценке ущерба, нанесённого этим городам, в состав которой вошли участники проекта «Альберта», технических служб отряда и 509-го соединения ВВС США. Остальная часть персонала проекта занялась демонтажем базы и оборудования. Неиспользованные модули F101, F102 и F103 были упакованы и отправлены морем обратно в Лос-Аламос. По соображениям безопасности, некоторые компоненты атомных бомб были затоплены в океане.
Научно-технический персонал проекта «Альберта» покинул Тиниан и отбыл в США 7 сентября. На острове некоторое время оставались только Киркпатрик и Ашворт, чтобы распорядиться оставшимся имуществом, задействованным в Манхэттенском проекте, на этом проект «Альберта» был завершён. Большая часть персонала проекта была переведена в «Подразделение Z», которое располагалось на базе «Сандия» в штате Нью-Мексико.